# This Is Our Night
This Is Our Night – utwór greckiego piosenkarza Sakisa Ruwasa wydany w formie singla 12 lutego 2009 roku i umieszczony na albumie o tym samym tytule, będącym reedycją płyty studyjnej artysty zatytułowanej Irtes z 2008 roku. Utwór skomponował i wyprodukował Dimitris Kontopulos, natomiast tekst napisali Craig Porteils i Cameron Giles-Webb.
12 marca 2009 roku premierę miał oficjalny teledysk do piosenki, za którego reżyserię odpowiadała Katia Caryk. Klip nakręcony został w Atenach.
W 2009 roku utwór został zakwalifikowany do finału krajowych eliminacji eurowizyjnych, podczas których wybierana była konkursowa propozycja dla Sakisa Ruwasa, piosenkarza wybranego wewnętrznie na reprezentanta Grecji w 54. Konkursie Piosenki Eurowizji. 18 lutego utwór zdobył największe poparcie telewidzów i jurorów, dzięki czemu reprezentował kraj w konkursie organizowanym w Moskwie. 14 maja utwór został zaprezentowany przez piosenkarza w drugim półfinale Konkursu Piosenki Eurowizji i z czwartego miejsca awansował do rozgrywanego dwa dni później finału. Zajął w nim ostatecznie siódme miejsce po zdobyciu łącznie 120 punktów, w tym m.in. maksymalnych not 12 punktów z Albanii, Cypru i Bułgarii.

## Lista utworów
CD single
1. „This Is Our Night” – 2:57

## Notowania na listach przebojów
| Kraj    | Lista (2009)   | Najwyższe miejsce |
| ------- | -------------- | ----------------- |
| Grecja  | Greece Top 20  | 1                 |
| Szwecja | Singles Top 60 | 30                |